# Agrilus transimpressus
Agrilus transimpressus es una especie de insecto del género Agrilus, familia Buprestidae, orden Coleoptera.
Fue descrita científicamente por Fall, 1925.